# Le Cid
Le Cid ist eine in paarweise gereimten Alexandrinern verfasste Tragikomödie in 5 Akten von Pierre Corneille. Der Stoff bzw. die Hauptfigur Rodrigue alias der „Cid“ stammt aus der spanischen Geschichte des 11. Jahrhunderts, wo der Heerführer Rodrigo Díaz de Vivar, genannt „El Cid“, eine zentrale Rolle bei der Zurückdrängung der Araber (Mauren) spielte. Corneille übernimmt die Grundzüge der Handlung seines Stücks jedoch aus dem spanischen Stück Las mocedades del Cid (Die Jugendtaten des Cid, 1618) von Guillén de Castro.
Im Zentrum der Handlung steht der Konflikt zwischen Liebe einerseits, Ehre und Pflichtbewusstsein andererseits. Die junge Adlige Chimène klagt beim König ihren Verlobten Don Rodrigue an, weil der ihren Vater, der wiederum dessen schon alten Vater beleidigt hatte, zum Duell gefordert und tödlich verletzt hat. Der König will jedoch Rodrigue nicht bestrafen, weil der sich als Heerführer gerade große Verdienste bei der Verteidigung der Stadt Sevilla erworben hat und weil er zu wissen glaubt, dass Chimène ihn liebt. Diese streitet das indigniert ab und besteht auf Bestrafung, wobei sie sogar ihre Hand demjenigen verspricht, der die Strafe vollzieht. Tatsächlich erbietet sich ein junger Adliger, sich für sie mit Don Rodrigue zu duellieren. Als er, wie sie glaubt, als Sieger zu ihr zurückkehrt, lässt sie ihrer Trauer um den vermeintlich toten Rodrigue freien Lauf und gelobt, lieber ins Kloster zu gehen als zu heiraten. Der König klärt das Missverständnis auf und verlobt sie kraft Amtes mit dem in Wahrheit siegreichen Rodrigue.
Das wohl 1636 entstandene Stück wurde Ende 1636/Anfang 1637 (genaueres unbekannt) uraufgeführt und war ein großer Publikumserfolg. Es gilt als bestes Stück Corneilles. Der Cid wurde Marie-Madeleine de Vignerot, Herzogin von Aiguillon, der Lieblingsnichte des Kardinals Richelieu gewidmet.

## Inhalt

### Erster Akt
I.	Chimène offenbart ihrer Gouvernante Elvire ihre Liebe zu Don Rodrigue.

II.	Auch die kastilische Infantin Doña Urraque offenbart ihrer Gouvernante Léonor ihre Liebe zu R., weiß jedoch um deren Hoffnungslosigkeit, da sie nicht einen einfachen Adligen heiraten kann. Sie akzeptiert also die Ehe von Ch. mit R.

III.	Don Gomès, Comte von Gormas und Vater Ch.s, macht gegenüber Don Diègue, dem Vater R.s, seinem Zorn darüber Luft, dass der König diesen und nicht ihn selbst zum Prinzenerzieher bestimmt hat. Die Diskussion endet mit einer Ohrfeige, die er Don Diègue gibt.

IV.	Don Diègues Monolog, er denkt über eine Rache nach.

V.	Er will, dass sein Sohn Don Rodrigue ihn rächt, und fragt ihn.

VI.	Don Rodrigues Monolog, er überlegt: Chimène oder die Ehre? Er entscheidet sich für die Rache.

### Zweiter Akt
I.	Der Comte bespricht mit Don Arrias, einem kastilischen Edelmann, was zu tun ist. Er will sich nicht entschuldigen – die Ehre und der König sind ihm sehr wichtig.

II.	Don Rodrigue und der Comte. Rodrigue provoziert ihn zum Duell.

III.	Chimène spricht mit der Infantin. Diese unterstützt und bestärkt sie. Chimène hat Angst, Rodrigue zu verlieren und Angst vor seiner Entscheidung.

IV.	Der Page sagt, Don Rodrigue und der Comte seien zusammen weggegangen.

V.	Die Infantin hat noch Hoffnung – falls Rodrigue gewinnen soll, ist er der Held und sie kann ihn doch noch heiraten. Sie denkt, als König sei er gut und mutig.

VI.	Der König Don Fernand ist über den Comte erzürnt, die Edelmänner verteidigen ihn. Der König fürchtet die Mauren, die Edelleute bestärken ihn.

VII.	Der Comte ist tot. Chimène ist traurig, der König verliert einen Diener.

VIII.	Chimène will Gerechtigkeit, sie wünscht den Tod Rodrigues um jeden Preis. Sein Vater, Don Diègue, verteidigt ihn.

### Dritter Akt
Dies ist der dramatische Höhepunkt des Stückes.
I.	Don Rodrigue kommt in Waffen zu Chimène, sie ist nicht da. Elvire versteckt ihn. Chimène kommt herein.

II.	Don Sanche, in Chimène verliebt, schlägt ihr vor sie zu rächen und bietet ihr seinen Arm an. Chimène lehnt ab.

III.	Chimène will die Rache und danach sterben, weil sie ihn immer noch liebt. In seinem Versteck hat er alles gehört.

IV.	Er kommt heraus – und schenkt ihr sein Leben: sie ist sehr traurig

V.	Don Diègue alleine – er sucht seinen Sohn und fürchtet die Gerechtigkeit.

VI.	Er befiehlt seinem Sohn in die Schlacht gegen die Mauren zu gehen, um die Ehre des Königs und die Liebe Chimènes wiederzugewinnen.

### Vierter Akt
I.	Chimène freut sich zu erfahren, dass Rodrigue die Mauren besiegt hat.

II.	Die Infantin bittet Chimène, Don Rodrigue nicht zu töten, da er jetzt ein Held ist. Sie will erreichen, dass Chimène seine Liebe ablehnt, aber ihn leben lässt.

III.	Der König gratuliert Don Rodrigue, den man jetzt den Cid nennt. Er erzählt lang und breit vom Kampf gegen die Mauren.

IV.	Der König erzählt Chimène, dass Rodrigue tot sei und sie ist zu Tode bestürzt. Als sie aber die Wahrheit erfährt, wünscht sie seinen Tod. Der König akzeptiert ein Duell zwischen Don Rodrigue und Don Sanche – sie verspricht, den Sieger zu heiraten. Don Sanche will natürlich ihr Held werden.

### Fünfter Akt
I.	Rodrigue verabschiedet sich von Chimène – er will sich töten lassen. Sie versucht ihn vergeblich zu überreden, zu kämpfen.

II.	Die Infantin liebt ihn immer noch und versucht, ihre Liebe zu unterdrücken.

III.	Sie erzählt Leonor von ihrer immer größeren Liebe – er ist ja jetzt kein einfacher Ritter mehr, sondern der Cid.

IV.	Chimène spricht auch mit ihrer Gouvernante. Sie sieht sich in jedem Fall als die Verliererin: falls Rodrigue gewinnt, heiratet sie den Mörder ihres Vaters und falls Don Sanche gewinnt, heiratet sie den Mörder ihres Geliebten.

V.	Don Sanche erscheint mit dem Schwert Rodrigues. – Chimène ist verletzt.

VI.	Rodrigue ist aber nicht tot, sie haben Chimène getäuscht. Er gewann das Duell und hat Don Sanche verschont. Der König sagt, Chimène soll Rodrigue heiraten, weil sie ihn so sehr liebt.

VII.	Der König schickt den Helden Rodrigue noch für ein Jahr weg, um gegen die Mauren zu kämpfen, danach soll er Chimène heiraten.

## Rezeption und Wirkung
Das Stück hatte einen beachtlichen Erfolg. Doch die positive Darstellung des Duells unter Adligen provozierte den fast allmächtigen Minister jener Zeit, Kardinal Richelieu, der gerade zuvor die Duelle verboten hatte. Ebenfalls neideten andere Autoren den Erfolg. Dies führte zu einer heftigen Kontroverse, der sogenannten Querelle du Cid, in der Corneille vordergründig mit dem Argument attackiert wurde, er habe die drei Einheiten – vor allem die des Orts und die der Zeit – nicht respektiert. Zudem kam es zu einer Art Urheberrechtsstreit, in welchem diskutiert wurde, inwieweit sich ein Autor eines bereits bearbeiteten Themas bedienen dürfe (konkret des 1618 veröffentlichten Werks Las mocedades del Cid von Guillén de Castro. Castro selbst hatte sich durch den mittelalterlichen Mythos des Cid und auch das Epos Cantar de Mio Cid inspirieren lassen.) Richelieu beauftragte die neu gegründete Académie française, ein Urteil abzugeben. Dieses fiel zwar höflich formuliert, aber negativ aus, so dass der Dichter erst einmal eine schöpferische Pause einlegte.
1885 komponierte Jules Massenet auf Basis von Corneilles Tragikomödie seine Oper Le Cid.